# Cleistoblechnum
Cleistoblechnum,  monotipski rod papratnica iz porodice  Blechnaceae. Jedina vrsta je C. eburneum iz suptropskih ili tropskih vlažnih nizinskih šuma kineskih provincija Anhui, Fujian, Guangxi, Guizhou, Hubei, Hunan, Sichuan i Tajvana. Rod je opisan 2016.

## Sinonimi
- Blechnum eburneum Christ
- Cleistoblechnum eburneum var. obtusum (Tagawa) Gasper & Salino
- Lomaria eburnea (Christ) Ching
- Spicantopsis eburnea (Christ) Tagawa
- Struthiopteris eburnea (Christ) Ching
- Struthiopteris eburnea var. obtusa (Tagawa) Tagawa
- Spicantopsis eburnea var. obtusa Tagawa